# Operator pędu
Operator pędu – jeden z operatorów wprowadzanych przez mechanikę kwantową; wartości własne tego operatora określają możliwe wartości pędu cząstki czy układu cząstek. Matematycznie, operator pędu jest operatorem hermitowskim (samosprzężonym) zdefiniowanym na przestrzeni Hilberta.

## Reprezentacja pędowa operatora pędu
Operator pędu {\displaystyle {\hat {p}}} definiuje się następująco: działając na stan własny {\displaystyle |p\rangle } operator ten daje ten sam stan mnożony przez liczbę {\displaystyle p,} zwaną wartością własną
{\displaystyle {\hat {p}}|p\rangle =p|p\rangle .}
Rozwiązanie powyższego równania w bazie wektorów własnych operatora położenia prowadzi do zależności
{\displaystyle p(x)=\langle x|p\rangle ={\frac {1}{\sqrt {2\pi \hbar }}}\exp \left({\frac {\mathrm {i} }{\hbar }}px\right).}
Funkcja ta nie jest jednak całkowalna w kwadracie, gdyż
{\displaystyle \int \limits _{-\infty }^{\infty }p(x)^{*}p(x)\mathrm {d} x=+\infty .}
Według ścisłych wymogów matematycznych operator pędu nie jest dobrze zdefiniowany. Jednak pomija się wymóg całkowalności w kwadracie i traktuje wielkości {\displaystyle |p\rangle } jako wektory własne operatorów pędu. Przy tych założeniach zbiór wszystkich wektorów {\displaystyle |p\rangle } może być traktowany jak baza ortonormalna, przy czym iloczyn skalarny dowolnych wektorów {\displaystyle |p'\rangle ,|p\rangle } spełnia zależność
{\displaystyle \langle p'|p\rangle =\delta (p-p'),}
gdzie {\displaystyle \delta } – delta Diraca.
(Ściśle wektory {\displaystyle |p\rangle } nie tworzą bazy przestrzeni Hilberta funkcji {\displaystyle {\mathcal {L}}^{2}(\mathbb {R} )} całkowalnych z kwadratem, gdyż przestrzeń taka jest ośrodkowa, co sprawia, że każda baza ortonormalna musi być przeliczalna, zaś zbiór {\displaystyle \{|p\rangle |p\in \mathbb {R} \}} jest zbiorem nieprzeliczalnym. Ignorowanie tego faktu nie prowadzi zazwyczaj do nieprawdziwych wniosków. Jednak każde obliczenia, w których traktuje się {\displaystyle |p\rangle } jako wektory bazy ortonormalnej, wymagają szczególnej ostrożności).
Dowolny stan {\displaystyle |\psi \rangle } przestrzeni Hilberta możemy teraz rozłożyć w bazie wektorów własnych następująco
{\displaystyle |\psi \rangle ={\frac {1}{\sqrt {2\pi \hbar }}}\int \limits _{-\infty }^{\infty }\mathrm {d} p'|p'\rangle \langle p'|\psi \rangle .}
Wielkość {\displaystyle \psi (p')\equiv \langle p'|\psi \rangle } jest funkcją falową stanu {\displaystyle |\psi \rangle } w reprezentacji pędowej, odpowiadającą wartości pędu {\displaystyle p'.}
Korzystając z bazy {\displaystyle \{|p'\rangle \}} wektorów własnych działanie danego operatora {\displaystyle {\hat {p}}} na stan {\displaystyle |\psi \rangle } możemy obliczyć następująco:
{\displaystyle {\hat {p}}|\psi \rangle \equiv |\psi '\rangle ={\hat {p}}\ {\frac {1}{\sqrt {2\pi \hbar }}}\int \limits _{-\infty }^{\infty }\mathrm {d} p'\ |p'\rangle \langle p'|\psi \rangle ={\frac {1}{\sqrt {2\pi \hbar }}}\int \limits _{-\infty }^{\infty }\mathrm {d} p'\ {\hat {p}}|p'\rangle \langle p'|\psi \rangle ={\frac {1}{\sqrt {2\pi \hbar }}}\int \limits _{-\infty }^{\infty }\mathrm {d} p'\ p'|p'\rangle \langle p'|\psi \rangle =\int \limits _{-\infty }^{\infty }\mathrm {d} p'\ \mathrm {\frac {1}{\sqrt {2\pi \hbar }}} \ \langle p'|\psi \rangle \ p'|p'\rangle .}
Stan {\displaystyle |\psi \rangle } pod wpływem działania operatora {\displaystyle {\hat {p}}} przechodzi więc w inny stan {\displaystyle |\psi '\rangle ,} który jest sumą (całką) po stanach {\displaystyle |p'\rangle } z amplitudami {\displaystyle {\frac {1}{2\pi \hbar }}p'\langle p'|\psi \rangle .} Oznacza to, że np. wykonując pomiar pędu cząstki znajdującej się w stanie {\displaystyle |\psi \rangle } otrzyma się wartość pędu {\displaystyle p'} z gęstością prawdopodobieństwa
{\displaystyle P(p')=\left|{\frac {1}{\sqrt {2\pi \hbar }}}\langle p'|\psi \rangle \right|^{2}.}

## Reprezentacja położeniowa operatora pędu
1) Powyżej podany wzór {\displaystyle {\hat {p}}|p\rangle =p|p\rangle } oznacza, że działanie składowej {\displaystyle {\hat {p}}_{i},i=x,y,z} operatora pędu zapisanej w reprezentacji pędowej odpowiada po prostu na mnożeniu funkcji falowej przez {\displaystyle p_{i}.}
2) W reprezentacji położeniowej składowa {\displaystyle {\hat {p}}_{i}} operatora pędu ma postać
{\displaystyle {\hat {p}}_{i}=-\mathrm {i} \hbar {\frac {\partial }{\partial {x_{i}}}}.}
3) Wektorowy operator pędu {\displaystyle {\boldsymbol {\hat {p}}}} definiuje się jako wektor utworzony z operatorów {\displaystyle {\hat {p}}_{i},} tj.
{\displaystyle {\boldsymbol {\hat {p}}}=[{\hat {p}}_{x},{\hat {p}}_{y},{\hat {p}}_{z}].}
Wektor ten w reprezentacji położeniowej ma więc postać:
{\displaystyle {\boldsymbol {\hat {p}}}=-\mathrm {i} \hbar {\nabla },}
gdzie:
{\displaystyle \nabla =\left[{\frac {\partial }{\partial x}},{\frac {\partial }{\partial y}},{\frac {\partial }{\partial z}}\right]}
jest operatorem nabla (gradientu).

## Relacja komutacyjna operatorów położenia i pędu
Ważną cechą kwantowego operatora pędu jest to, że nie komutuje on z operatorem położenia. Operatory te spełniają relację komutacyjną
{\displaystyle [{\hat {x}}_{i},{\hat {p}}_{j}]=\mathrm {i} \hbar \delta _{ij}.}
Powyższa zależność jest matematycznym zapisem zasady nieoznaczoności. Implikuje ona, że przynajmniej jeden z operatorów {\displaystyle {\hat {x}}_{i},{\hat {p}}_{i}} musi być operatorem nieograniczonym.